# Anzeiger der Akademie der Wissenschaften in Wien. Mathematische-naturwissenschaftliche Klasse
Anzeiger der Akademie der Wissenschaften in Wien. Mathematische-naturwissenschaftliche Klasse (abreviado Anz. Akad. Wiss. Wien, Math.-Naturwiss. Kl.) fue una revista con ilustraciones y descripciones botánicas que fue editada en Viena. Se publicaron los números 55-83 desde el año 1918 hasta 1946. Fue predicha por Anzeiger, Kaiserliche Akademie der Wissenschaften in Wien. Mathematisch-Naturwissenschaftliche Klasse y reemplazada por Anzeiger, Österreichische Akadademie der Wissenschaften, Mathematisch-Naturwissenschaftliche Klasse.